# Régebben független államok zászlóinak képtára
Ez a galéria régebben elismert államok zászlóit tartalmazza, amelyek ma már nem függetlenek vagy beleolvadtak egy országba.

## Afrika

Biafra (de facto független 1967-1970)
Cabinda (de facto független 1975-1976; különbözik a függetlenségi mozgalom FLEC zászlajától)
Katanga (de facto független 1960-1963)
Mohéli (de facto független 1997; különbözik a helyi zászlótól)
Oranje Szabadállam (Független 1854-1900)
Rif Köztársaság (de facto független 1921-1926)
Dél-Kasai (de facto független 1960-1962)
Rodézia (független 1965-1979)
Szomáliföld (független 1960-ban 5 napig, ezután egyesítették Olasz Szomáliával)

## Ázsia

Első Kelet-Turkesztáni Köztársaság (de facto független 1932-1934 körül)
Mahabad Köztársaság zászlaja (de facto független 1946; a zászlót jelenleg a kurd nép használja)
Dél-Maluku (de facto független 1950)
Dél-Vietnam (független 1954-1975)
Suvadiva (de facto független 1959-1963)
Tibet zászlaja (de facto független 1912-1950, A zászlót ennek ellenére használják a kormányban)
Dél-Jemen (független 1967-1990)
Észak-Jemen (független 1918-1990)
Mandzsukuo zászlaja (névleges függetlenség 1932-1945)
A Tajvani Köztársaság zászlaja (1895)

## Ausztrália/Óceánia

Bougainville zászlaja (de facto független 1988-1997; ma tartományi zászlóként használják)
Tanna (de facto független 1974)

## Európa

Kelet-Németország (független 1949-1990)
Anglia zászlaja (független 1707-ig)
Skócia zászlaja (független 1707-ig)
Krétai Állam (független 1898-1913)
Fiumei Szabadállam (független 1920-1924)
Bosznia-Hercegovinai Horvát Köztársaság (független 1991-1994)
Naissari Szovjet Köztársaság (független 1918)
Nyugat-boszniai Köztársaság (független 1995)
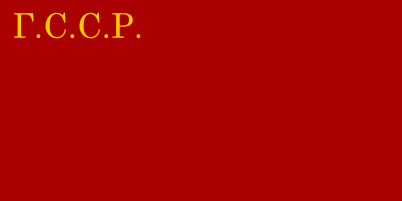
Galíciai Szovjet Szocialista Köztársaság (független 1920)
Független Horvát Állam (független 1941–1945)
Nyugat-Ukrajnai Nemzeti Köztársaság (független 1918-1919, jelenleg Ukrajna nemzeti zászlaja)
Szerb Krajnai Köztársaság (független 1991-1995)
Korzika (független 1753-1769)
Szerbia és Montenegró zászlaja (független 2003-2006)
Katalónia zászlaja (független 988 – 1714, jelenleg Katalónia autonóm tartomány zászlaja)
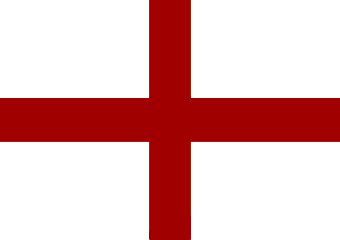
Genovai Köztársaság (független 1580-1814, félbeszakításokkal)
Velencei Köztársaság (független 742–1797)
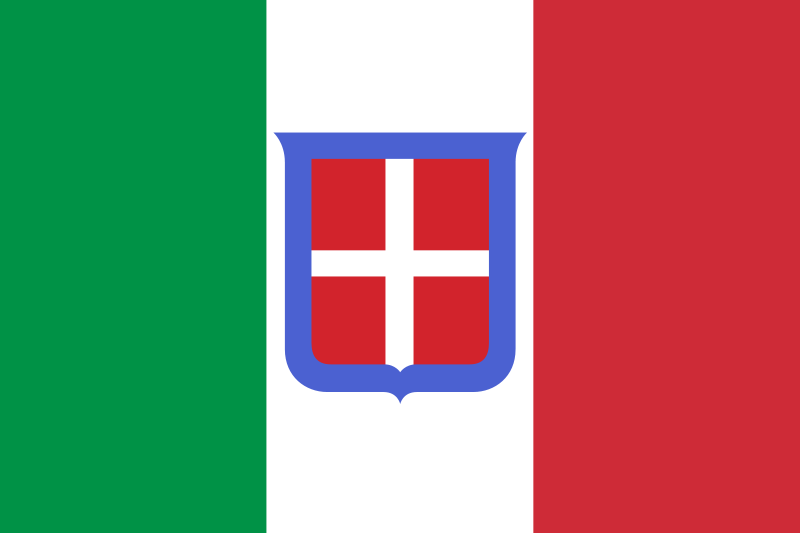
Szardíniai Királyság (független 1720-1861)
Toszkánai Nagyhercegség (független 1569-1807 és 1814-1859)
Danzig Szabad Város (független 1920–1939)

## Észak-Amerika

Amerikai Konfederációs Államok (független 1861–1865)
Kaliforniai Köztársaság zászlaja (független 1846–1848, jelenleg Kalifornia állam zászlaja)
Newfoundland (független 1907–1949)
Nyugat-floridai Köztársaság (független 1810)
Texasi Köztársaság zászlaja (független 1836–1845, jelenleg Texas állam zászlaja)
Hawaii Királyság (független 1810–1893) és Hawaii Köztársaság (független 1894–1898) jelenleg Hawaii állam zászlaja